# 日本ピクニックパーティー協会
一般社団法人 日本ピクニックパーティー協会（いっぱんしゃだんほうじん にほんピクニックパーティーきょうかい）は、ピクニックの普及と情報発信を目的に、「一般社団法人日本ホームパーティー協会」によって2016年に設立された団体である。

## 概要
2016年に「一般社団法人日本ホームパーティー協会」の傘下の団体として設立。都市型グランピングや、ルーフトップBBQ、ナイトピクニックや、ゴージャスお花見など、アウトドアで楽しむ、新たなピクニックスタイルの普及活動を目的としている、日本初のピクニックの一般社団法人である。
音楽野外フェスに伴うキャンプスタイルの変化や、車中泊による新しいオートキャンピングの形。近年盛り上がるグランピングブームなど、アウトドアも快適に、おしゃれに楽しみたいというニーズに対応しパーティースタイルの「ピクニック」を日本国内に普及させる活動を行っていく、としている。
フライングタイガーコペンハーゲンや、マルティーニ・エ・ロッシとのコラボレーションなど、各種イベントも行なっている。
また、一般社団法人日本ホームパーティー協会と共同でアンケート調査などを行い、各メディアへの提供も行なっている。